# Megaselia tenuicoma
Megaselia tenuicoma är en tvåvingeart som beskrevs av Rudolf Beyer 1960. Megaselia tenuicoma ingår i släktet Megaselia och familjen puckelflugor. Inga underarter finns listade i Catalogue of Life.